# 대완면
대완면(大宛面)은 조선시대 경기도 고양군에 있던 행정구역이다. 조선 후기에 원당면에 흡수되어 원당면이 되었다. 고양군청과 현 고양시청 지역의 동쪽에 위치하였다. 면소재지는 목희리로 나무가 희박하다 하여 붙여진 것이다. 목희리는 원당면에 편입된 뒤 주교리(현 주교동)으로 개명되었다. 구 원당면의 동쪽에 있던 지역이었다.